# Joseph Aubin Doiron
Pour les articles homonymes, voir Doiron.
Joseph Aubin Doiron, (1922-1995) était un dentiste qui fut Lieutenant-gouverneur de l'Île-du-Prince-Édouard, au Canada.

## Biographie
Joseph Aubin Doiron naît le 10 juin 1922 à North Rustico. Il suit des études à l'Université Sainte-Anne, en Nouvelle-Écosse, où il obtient un Baccalauréat en arts, puis des études dentaires à l'Université de Montréal.
Il s'établit à Summerside où il ouvre un cabinet de chirurgien-dentiste.
Parallèlement à sa profession, il s'implique dans les institutions acadiennes et devient membre de plusieurs associations, dont la Société Saint-Thomas d'Aquin, qui représente les Acadiens de l'Île-du-Prince-Édouard.
Il est nommé Lieutenant-gouverneur de sa province le 14 janvier 1980, devenant ainsi le deuxième Acadien à occuper cette fonction après Joseph Alphonsus Bernard, et le reste durant cinq années.
En 1994, il est fait membre de l'Ordre du Canada.
Joseph Aubin Doiron décède le 29 janvier 1995 à Summerside. 